# Нитятцы
Нитятцы — озеро в Себежском районе на юго-западе Псковской области России, в 1 км от границы с Белоруссией. Территориально относится к муниципальному образованию сельское поселение «Себежское» (в части бывшей Лавровской волости).
Находится на территории Национального парка «Себежский», в районе между озёрами Нечерица и Осыно.
Площадь — 1,2 км² (116,3 га), максимальная глубина — 4,3 м, средняя глубина — 2,1 м.
Слабосточное. Относится к бассейнам рек-притоков: Угоринка, Свольна, Дрисса, Западная Двина.
Тип озера плотвично-окуневый. Массовые виды рыб: щука, плотва, окунь, карась, красноперка, линь, верховка, карп, угорь, вьюн.
Для озера характерно преимущественно илистое дно, сплавины; бывают заморы; в прибрежье — леса, болото.